# Wilhelm Bender (Manager)

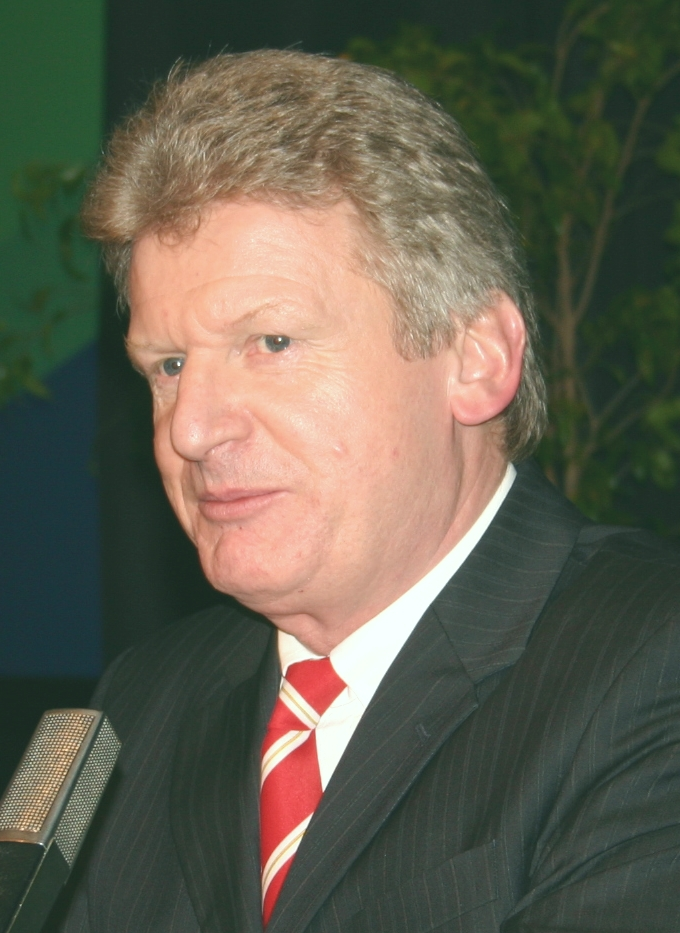
Wilhelm Bender (2005)

Wilhelm Bender (* 3. August 1944 in Kirberg, heute Ortsteil von Hünfelden, Landkreis Limburg-Weilburg) ist ein deutscher Manager. Er war von Januar 1993 bis August 2009 Vorstandsvorsitzender der Fraport AG, der Betreibergesellschaft des Frankfurter Flughafens.

## Leben
Nach dem Abitur am humanistischen Heinrich-von-Gagern-Gymnasium in Frankfurt am Main begann er ein Studium der Rechtswissenschaften und Volkswirtschaftslehre an der Goethe-Universität Frankfurt am Main. Es folgte die Promotion zum Dr. iur. an der Justus-Liebig-Universität Gießen.
Bender war von 1974 bis 1984 in verschiedenen Funktionen bei der damaligen Deutschen Bundesbahn tätig und danach bis 1990 Geschäftsführer des Industrieverbands „Verkehrsforum Bahn“. Ab 1990 besetzte er Positionen als Vorsitzender der Geschäftsführung der Großspedition Schenker, Mitglied des Vorstandes der Schenker-Rhenus AG und Vorstandsvorsitzender der Schenker Waggon- und Beteiligungs AG. Ab Januar 1993 war er Vorstandsvorsitzender der Fraport AG. 2008 wurde ihm von der Universität Frankfurt der Titel eines Honorarprofessors verliehen. Am 1. September 2009 ging Wilhelm Bender mit 65 Jahren in den Ruhestand. Seine Nachfolge als Fraport-Vorstandsvorsitzender trat Stefan Schulte an.

## Tätigkeitsfelder
Bender leitete in seiner Position als Vorstandsvorsitzender den Fraport-Konzern mit den Geschäftsfeldern Aviation, Ground Handling, Retail & Properties sowie External Activities. Direkt unterstellt waren ihm der Strategische Geschäftsbereich Bodenverkehrsdienste, die Zentralbereiche Marketing, Strategie, Gremien, Unternehmenskommunikation, Zentraler Einkauf und Bauvergabe sowie die Revision.
2001 brachte Bender den Frankfurter Flughafen an die Börse. Er forcierte die Internationalisierung des Unternehmens sowie den Ausbau des Flughafens.
Seit November 2009 ist Wilhelm Bender für die Private-Equity-Gesellschaft Advent International als Senior Adviser tätig. Er wird Advent bei Geschäften beraten, bei denen es um Industrie und Dienstleistungsunternehmen geht. Im März 2010 wurde Bender in den Beirat der Royal Bank of Scotland (RBS) gewählt. Bender soll die Bank bei ihren Aktivitäten in Deutschland unterstützen. Bender kenne Deutschland wie kein anderer und sei durch seine Erfahrungen sowie seine regionale und internationale Vernetzung eine echte Bereicherung.
Am 30. Juni 2010 wurde Wilhelm Bender zum Aufsichtsratsvorsitzenden der Eintracht Frankfurt Fußball AG gewählt.
Im Juli 2010 ist er zum Aufsichtsratsvorsitzenden von Bombardier Transportation (Bahn) in Deutschland gewählt worden. Im Februar 2016 wurde Wolfgang Tölsner zu seinem Nachfolger gewählt.
2013 wurde bekannt, dass Bender die Nachfolge als Geschäftsführer des Flughafens Berlin Brandenburg angeboten wurde. Bender lehnte ab, bot aber an, dem Flughafen beratend zur Verfügung zu stehen. Die angedachte Beraterrolle lehnte Bender schließlich auch ab, als öffentlich über sein Honorar gestritten und vertrauliche Gesprächsinhalte bekannt wurden.
Bender, der seit früher Jugend im Frankfurter Stadtteil Rödelheim lebt, ist Vorsitzender des Fördervereins Petrihaus, der die Restaurierung und den Unterhalt des denkmalgeschützten Gebäudes fördert.
2024 wurde Bender mit dem Bundesverdienstkreuz 1. Klasse ausgezeichnet.

## Mitgliedschaften
- Eintracht Frankfurt: Aufsichtsratsvorsitzender
- Airports Council International (ACI): Mitglied im Governing Board
- Wirtschaftsinitiative Frankfurt Rhein-Main: Vorsitzender
- Freunde der Goethe-Universität, Frankfurt am Main: Vorstandsvorsitzender
- AIESEC Deutschland: Mitglied des Kuratoriums
- SPD Deutschland: Mitglied der Partei[3]
- Von 1993 bis 2012 Vorsitzender des Beirats der Erich-Becker-Stiftung
- Förderverein Petrihaus, Frankfurt am Main (Vorsitzender)
- Beirat des European Leadership Network (ELNET).[12]